# 科焦拉
科焦拉（義大利語：Coggiola），是意大利比耶拉省的一个市镇。总面积23平方公里，人口2086人，人口密度90.7人/平方公里（2009年）。ISTAT代码为096019。

## 友好城市
- 法國拉法尔莱索利维耶